# Hyposmocoma ekemamao
Hyposmocoma ekemamao là một loài bướm đêm thuộc họ Cosmopterigidae. Nó là loài đặc hữu của đảo Laysan, quần đảo Tây Bắc Hawaii. Loài này sống tại Guano Rock trên đảo Laysan.
Hyposmocoma laysanensis có sải cánh dài 10–10.5 mm. Vỏ ấu trùng có hình chiếc ví dài 4.1–7.0 mm.